# 鈴木幸治
鈴木 幸治（すずき こうじ、1956年2月2日 - ）は、日本のオートレース選手。長野県出身。14期、伊勢崎オートレース場所属。

## 選手データ
- 戦歴
  - 通算優勝回数:20回

## グレードレース戦歴
- GI戦歴
  - GI優勝回数:1回
  - GI共同通信社杯プレミアムカップオートレース（2007年6月10日、伊勢崎オートレース場）

## 人物
鈴木幸治は、伊勢崎の中堅レーサーとして知られている。デビュー当初は川口に在籍していたとも言われるが、定かではない。ただ、14期までの選手で伊勢崎に所属している選手は全員他場から移籍してきているため、伊勢崎以外のレース場に在籍していたことは間違いない。
雨巧者として有名であり、また、身長163.1cm・体重61.6kgという重量級レーサーとしても知られている。 
現在では一選手としての鈴木幸治よりも、「オート界の絶対王者・高橋貢（22期）」の師匠として有名となっている。

## グレードレース獲得への道
これまで、幾度かタイトルを手に入れるチャンスがあった。しかし、そのチャンスはいずれも実を結ぶ結果には至らなかった。その中でも特に著名なのが、2000年に船橋オートレース場で行われたSG第19回オールスターオートレースの優勝戦であろう。
このレースは雨が止んだ状態で行われた。止んでいるとはいえ、走路はしっかりと水を含んだ状態である。この優勝戦に鈴木は進出していた。
このレースは0m～20m～30mというハンデ構成であった。0mには2級車ながら優出を果たした久門徹（26期、飯塚オートレース場所属）が単騎で並び、鈴木は20mの大外、後方30mには濱野淳（24期、山陽オートレース場所属）、池田政和（23期、船橋オートレース場所属）、島田信廣（11期）が並んだ。
この有利な位置と得意の雨走路を利して、鈴木は中盤まで単独二番手で独走。先頭で逃げ粘る久門に少しずつ迫っていった。しかし、6周回2コーナーでまさかのスリップをしてしまい、あろうことか、雨を苦手としている池田に捌かれてしまう。その後、7周回目のホームストレッチから1コーナーにかけて、今度は池田と久門を二車まとめて内から捌くも、やはり2コーナーで滑ってしまい、再度池田に差し返されてしまったのである。
その後、最後まで池田のインを狙い続けたものの、最終的にはタイヤが終わってしまい、島田に捌かれ3着に沈んだ。
「優出を逃した弟子の貢の分も頑張る」という誓いは敗れてしまった。このレースの後、鈴木は親交のある岩田行雄（15期、船橋オートレース場所属）に「自分は一生こういうタイトルには縁が無いんだろうなぁ…」と漏らしたと、実況アナウンサーの北嶋興が後日語っている。
その後、同じく2000年に地元伊勢崎で開催されたSG第4回東西チャンピオンカップでも2回目の優出を果たしたが、この時は終始後方を走るだけの結果に終わってしまった（結果は6着）。

## 『プレミアムの奇跡』
その後は好調と不調を繰り返し、相変わらず中堅という位置にいた。しかし、そんな鈴木に最大のチャンスが訪れる。
2007年6月に地元伊勢崎で開催された共同通信社杯のGIプレミアムカップオートレース。この時、鈴木は久々の好調の中にいた。そして、順当に勝ちあがると準決勝戦も突破し、優勝戦進出を決めたのである。
しかし、この優勝戦である問題が発生した。というのも、この開催では初日からずっと「ランク順によるハンデ・枠順」を徹底していたのに、優勝戦に限っては0mのオープンレースで、抽選により枠順を決定することになったのである。鈴木は優出メンバー中ただ一人A級の選手で、本来ならば10m前、もしくは10mオープンの最内1番車に配置されるべきであった。鈴木は抽選の結果7番車になったが、この枠順は0オープンのレースでは不利な枠順と言われる。
そして、優勝戦。試走では断トツの一番時計をマークしたものの、やはりオープン戦ということもあり、余り人気は無かった。
レースは5番車の池田政和がフライングを切り、再度のスタートを迎えた。その後、鈴木は中段5、6番手に着ける。
前方では全国最強の「雨の鬼」岡部聡（19期、山陽オートレース場所属）と、前年度優勝のディフェンディング・チャンピオン東小野正道（25期、飯塚オートレース場所属）、更には前年度準優勝の有吉辰也（25期、飯塚オートレース場所属）が熾烈な先頭争いを繰り広げていた。鈴木は、レース中盤でまず三番手に後退した東小野を捌くと、二番手を走る有吉を長距離砲で一気に捌き単独二番手に着けた。
そして、6周回目のバックストレッチから3コーナーにかけて、先頭を走る岡部をこれまた長距離砲で捌いたのである。この瞬間、伊勢崎オートレース場にはそれまで聞いたことが無いと言われるほどの歓声が轟いた。しかし、4コーナーで膨らんでしまい、再度岡部に差し返されてしまう。
その後、鈴木は岡部に対し付かず離れずの距離で追走。そして、最終周回のバックストレッチで、今度は岡部の後方でピッタリと車を合わせ、3コーナーで綺麗に捌ききった。この時の歓声は、先ほどの歓声を更に上回るものであった。そして、そのまま再度インを狙う岡部を抑えつつ、大勢のファンで埋め尽くされた正面スタンドを見ながらゴール線を通過、優勝を飾ったのである。
鈴木にとっては、これが初めてのGI制覇だった。そして、この優勝はGIレースにおける最年長初優勝（51歳4ヶ月）とデビュー以来最遅初優勝（デビューから31年目）の新記録でもあった。更に、この日は自身の結婚記念日でもあった。レースを終えた鈴木の元には、優出を逃した弟子の貢や多くの地元選手が集い、この偉業を讃えた。それは、7年越しで「貢の分まで頑張る」という誓いを果たした瞬間でもあった。
当時伊勢崎勢は不調で、唯一SGを獲れる可能性を持っている高橋貢はSG出場禁止処分を未だ受けたままであり、しかも今回は優出を逃してしまっていた。
地元の記念だけに地元勢の制覇を願ったが、事前の旗色は東小野の連覇か岡部の優勝のどちらかで、鈴木が優勝するとは夢にも思っていなかったのである。それだけに、鈴木が最初に岡部を捌いてからは、車券を持っているかどうかに関わりなく、ほとんど皆が鈴木を応援するという事態にまで発展し、最後は「幸治コール」の大合唱まで起こったのである。
優勝選手インタビューで、鈴木は幾度と無く「ファンの声援が無ければ勝てなかった」と言った。
そして、このレースは2007年のベストマッチ・オブ・ザ・イヤーにファン投票で選ばれた。2008年1月17日に行われた平成19年オートレース選手表彰式（平成19年ファン感謝祭）にて表彰が行われたが、生憎この日は体調を崩していて欠席。代理として、弟子の高橋貢がトロフィーを受け取った。